# Bendix Corporation
Bendix Corporation a fost o companie americană de producție și inginerie care, în diferite perioade din existența sa de 60 de ani (1924–1983), a fabricat anvelope și sisteme de frână pentru automobile, tuburi de vid, frâne de avioane, sisteme hidraulice aeronautice și sisteme de energie electrică, avionică, aeronave și sisteme de control al combustibilului, radio, televizoare și computere. De asemenea, a fost cunoscut pentru numele Bendix, așa cum este folosit pe mașinile de spălat haine de casă, dar niciodată nu a făcut aceste aparate.

## Vezi și
- Bendix drive
- Ernest L. Webster, formed Startomatic Company, which was leased to Bendix
- Mary Cunningham
- William Agee

## Legături externe
- Bendix Appliances homepage (bad link)
- Popular Mechanics: "Certificate of Brake Test Made Automatically by Small Recorder" (April 1936) — portable brake testing unit developed and sold by Bendix in the 1930s.